# Yörük (Name)
Yörük ist ein türkischer männlicher Vorname und Familienname.

## Herkunft und Bedeutung
Der Name Yörük geht auf die Bezeichnung eines anatolischen Nomadenstammes zurück.

## Bekannte Namensträger

### Familienname
- Burak Yörük (* 1995), türkischer Schauspieler
- İlay Yörük (* 2001), türkische Tennisspielerin
- Talat Yörük (* 19**), türkischer Fußballspieler
- Yener Yörük (* 1963), türkischer Mediziner und Hochschullehrer